# C18H10
化学式C18H10（摩尔质量：226.27 g/mol）可能指：
- 苯并[ghi]荧蒽，CAS号：203-12-3
- 环戊烯并[cd]芘，CAS号：27208-37-3

|  | 这个同类索引页列出了具有相同分子式的化学物（即同分異構體）条目。 除非您是有意链接至本页，否则应将相应条目的内部链接指向正确的条目。 |